# Sebastiano Bedendo
Sebastiano Bedendo detto Nino (Rovigo, 18 luglio 1895 – Ottiglio, 24 agosto 1935) è stato un militare e aviatore italiano.
Fu un asso dell'aviazione del Regio Esercito durante la prima guerra mondiale; è accreditato dalla lista emessa dal Regio Esercito al termine del conflitto di cinque vittorie aeree. Decorato con una Medaglia d'argento e una di bronza al valor militare, e con la Croce al merito di guerra è citato tre volte all'Ordine del giorno dell'esercito.

## Biografia

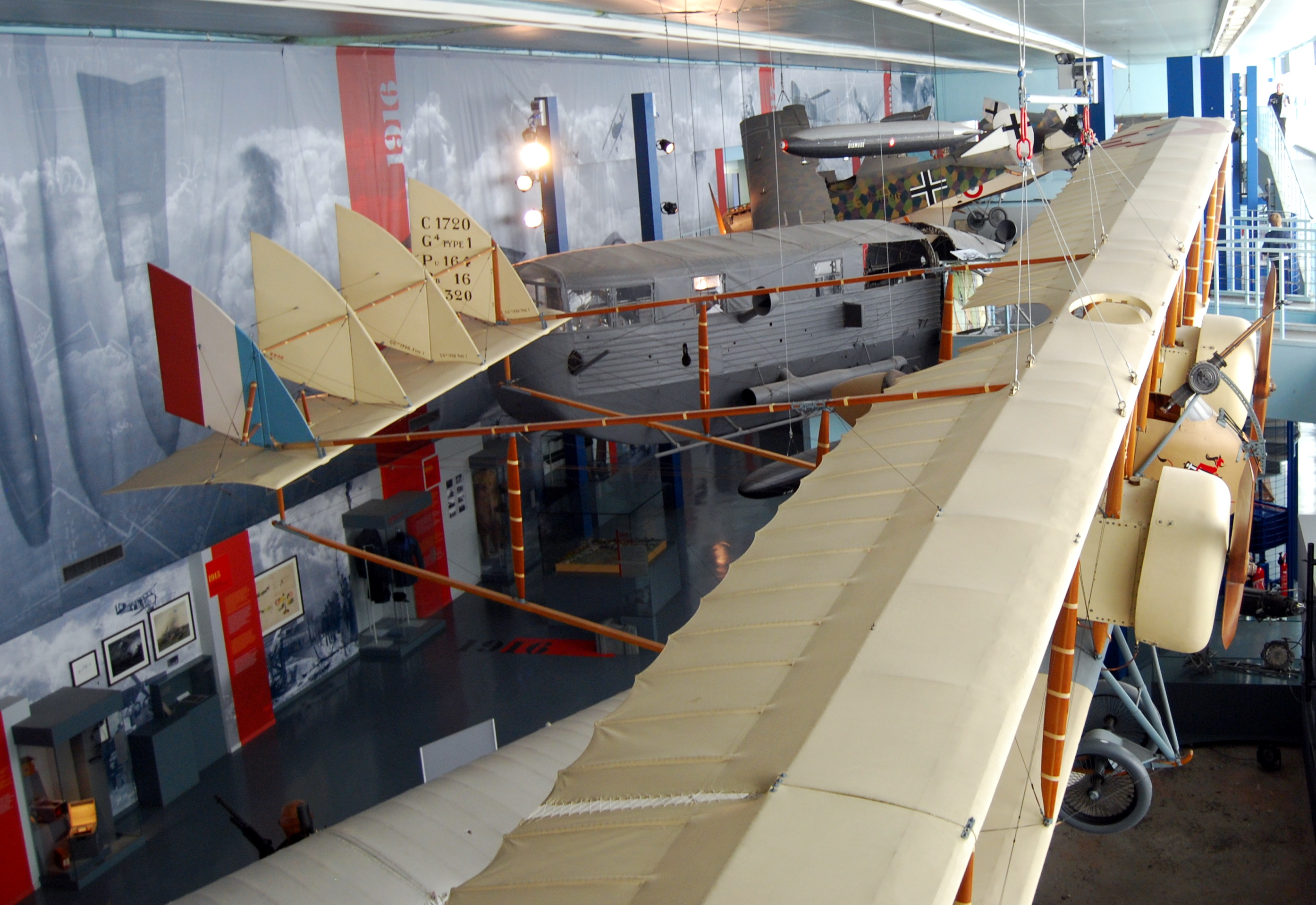
Un esemplare di Caudron G.4 esposto presso il Musée de l'air et de l'espace, di Le Bourget, Parigi.

Sebastiano “Nino” Bedendo nacque a Rovigo il 18 luglio 1895, figlio di Mariano e di Beivey Pierina Schiappadini.
Dopo l'entrata in guerra dell'Italia, avvenuta il 24 maggio 1915, è chiamato a prestare servizio militare presso 8º Reggimento da artiglieria da campagna) di stanza a Verona il 1º giugno, raggiungendo il reparto il 13 dello stesso mese. 
Prestò giuramento di fedeltà alla Patria il 20 luglio successivo a San Nicolò di Lido al Lido di Venezia.
Sottotenente della Milizia Territoriale nell'Arma di artiglieria viene trasferito al 5º Reggimento artiglieria da fortezza e costa, entrandovi in servizio il 19 luglio.
Da sempre affascinato dal volo aereo, l'8 settembre 1915 lo troviamo presso la 7ª Sezione Aerostatica da Fortezza  in qualità di Osservatore sul fronte a mare della Piazza Marittima del Porto di Venezia. Il 6 aprile 1916 viene assegnato al Battaglione Scuole Aviatori dove fece la prima lezione di volo il 20 aprile, e conseguì il brevetto di pilota in data 1º luglio 1916 su velivolo Caudron. 
Il 26 agosto iniziò l'addestramento al pilotaggio del bimotore da ricognizione Caudron G.4.
Sul campo d'aviazione di Busto Arsizio conseguì il brevetto di pilota militare il 1º settembre su velivolo Farman, è il 7 ottobre entra in servizio alla 48ª Squadriglia di stanza presso il campo d'aviazione di San Pietro al Campo (Belluno), assegnata in forza alla 4ª Armata.
Tale Squadriglia, equipaggiata con ricognitori monomotori Caudron G.3 e bimotori G. 4, era al comando dal Capitano Felice Porro 
In questa squadriglia militò anche Natale Palli, asso dell'Aviazione da Ricognizione e che fu pilota di Gabriele D'Annunzio durante il Volo su Vienna il 9 agosto 1918, ed Aldo Finzi che nel 1923 divenne Vice Commissario per l'Aviazione.

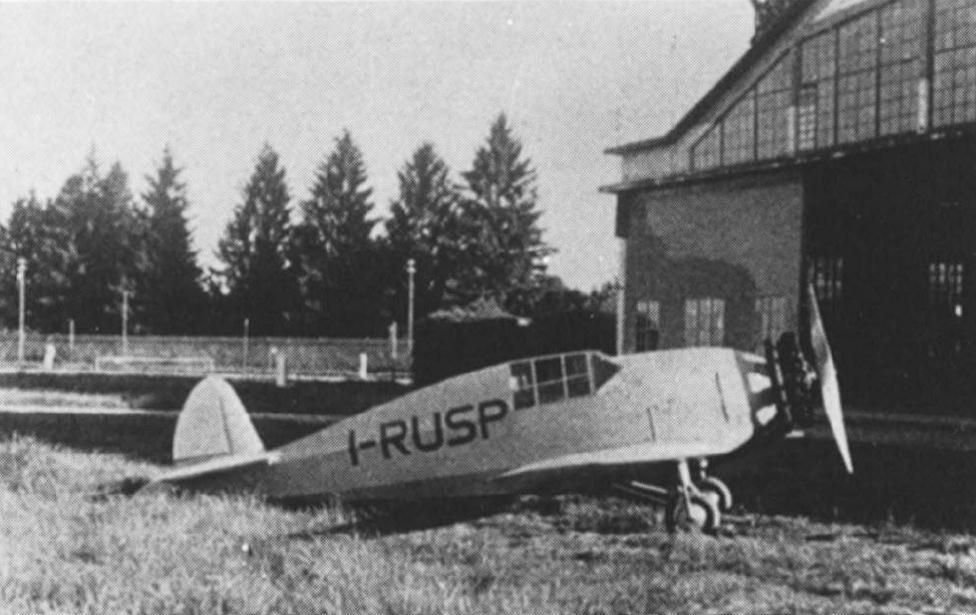
Un esemplare di Nuvoli N.5Cab.

Il 30 novembre 1916 Bedendo viene nominato tenente e nel dicembre successivo è assegnato alla 42ª Squadriglia impiegata nell'osservazione per l'artiglieria e basata a Gonars, zona del fronte meridionale dell'Isonzo. 
Nel 1917 a febbraio compì due missioni, in una delle quali il suo aereo è colpito dal fuoco nemico e gli shrapnel ne danneggiano le ali e la fusoliera. 
Dal 17 febbraio 1917 è trasferito alla 71ª Squadriglia Caccia, ed a partire dal 27 novembre dello stesso anno entra in servizio presso la 72ª Squadriglia Caccia. L'11 marzo 1918 ritorna alla 71ª Squadriglia equipaggiata con gli Hanriot HD.1, dove il 19 marzo ottiene la sua prima vittoria. Trasferito il 20 ottobre 1918 alla 91ª Squadriglia, partecipò alla battaglia di Vittorio Veneto, senza conseguire abbattimenti.
Alla fine delle ostilità risultava avere abbattuto 5 velivoli nemici, e decorato con una Medaglia d'argento e una di bronza al valor militare, e con la Croce al merito di guerra. Nel 1919 frequentò un corso presso il centro sperimentale di Villacoublay, in Francia, lasciando poi l'aviazione. Nel 1922 conseguì la laurea in ingegneria presso l'Università di Padova.
Nel 1924  entrò in servizio nella Regia Aeronautica con il grado di capitano del Genio Aeronautico, ingegnere pilota assegnato all'Ufficio sorveglianza della Fiat, e nel dicembre 1930 viene promosso maggiore.
Il 17 luglio 1933 su velivolo Fiat Nuvoli N.5 si aggiudicò, il record mondiale di velocità su circuito di 100 e 500 km, volando alle rispettive medie di 196,936 e 189,573 km/h. Tra il 1931 e il 1934 fu pilota collaudatore dei velivoli costruiti da Prospero Nuvoli, e il 16-17 febbraio 1935, insieme a Rinaldo Stenico, alzò i record a rispettivamente 222,578 e 213,676 km/h.

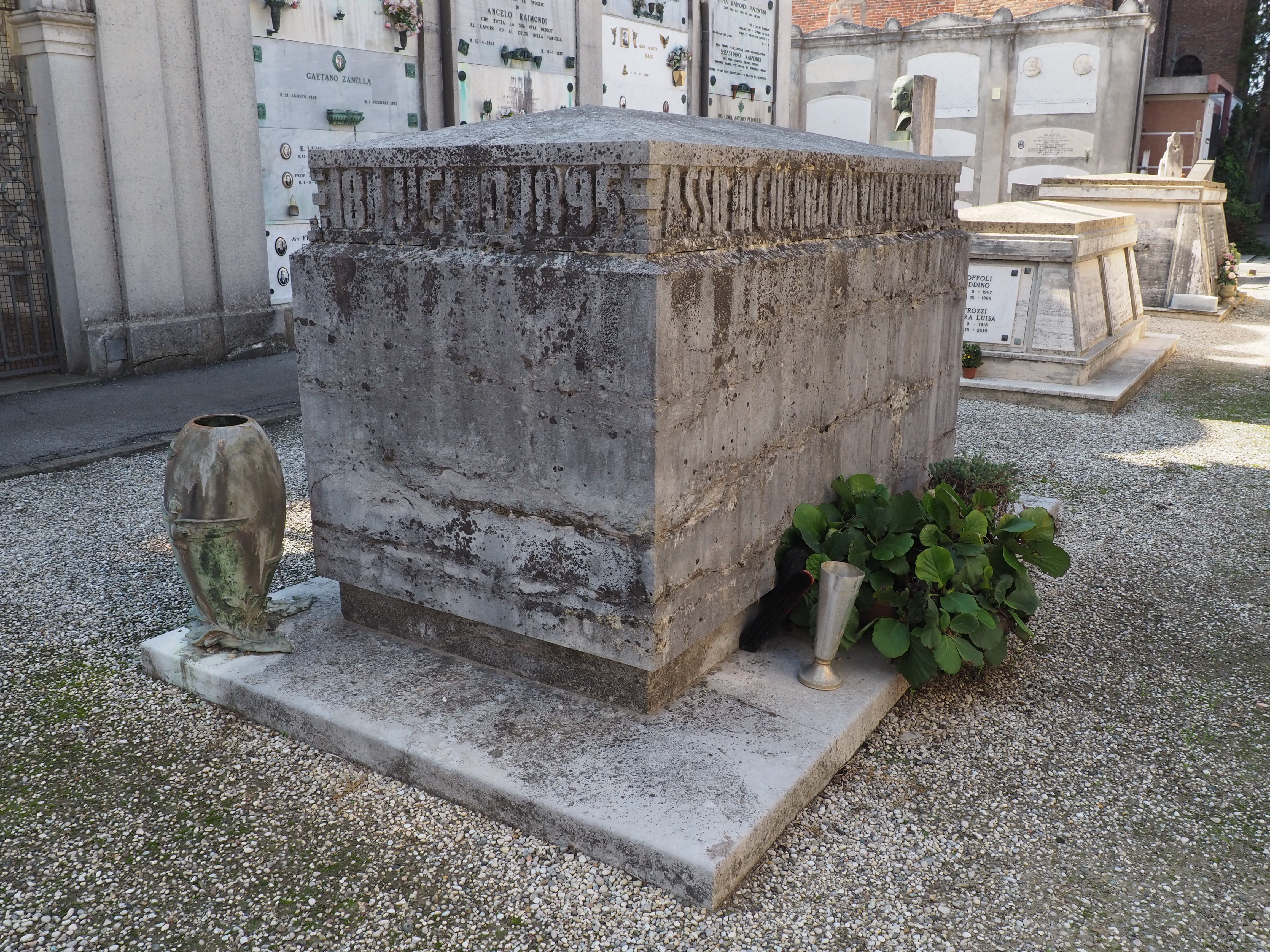
Il sarcofago che racchiude le sue spoglie mortali nel cimitero comunale di Rovigo.

Muore a Spinosa di Ottiglio (Monferrato), il 24 agosto 1935 al decollo del Circuito Aereo d'Italia, mentre si trovava ai comandi di un Nuvoli N.5Cab matricola I-NUBE che fu vittima di un cedimento strutturale alle ali.
Le sue spoglie, traslate nella natia Rovigo, sono conservate nel locale cimitero comunale, in un sarcofago posto nei pressi dell'ossario militare.

### Annotazioni
1. ↑  La nomina giunse il 4 luglio.
2. ↑  Brillante aviatore, che durante la seconda guerra mondiale fu Comandante delle Forze Aeree in Africa Settentrionale Italiana.
3. ↑  Finzi aderì al movimento fascista poco dopo la sua costituzione, e trovò fine gloriosa come martire alle Fosse Ardeatine nel 1944.
4. ↑  In quello stesso anno sposò Silvia Maria Marani, già moglie del suo carissimo amico Gastone Novelli, deceduto nel corso del 1919, e che era rimasta vedova con un figlio.
5. ↑  Insieme a lui a bordo vi era il passeggero Boncompagni per il record sui 100 km, e Gregorio Ludovisi sui 500 km.
6. ↑  Nell'incidente perirono anche gli altri membri dell'equipaggio, Giovanni Testore e Giovanni Nicastro.

### Fonti
1. 1 2 3 4 5  Mancini 1936, p. 78.
2. 1 2  http://www.theaerodrome.com/aces/italy/bedendo.php Retrieved on 31 May 2010.
3. 1 2 3 4 5 6 7  Franks, Guest, Alegy 1997, p. 134.
4. 1 2 3 4 5 6 7 8 9  Callegari 2012, p. 239.
5. 1 2 3 4  Varriale 2009, p. 29.
6. ↑  Gazzetta Ufficiale del Regno d'Italia n.47 del 26 febbraio 1932, pag.999.